# Polidimenzionális mezők

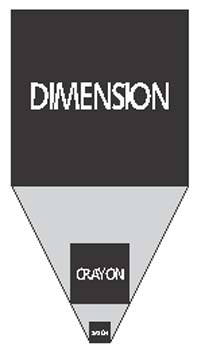
Dimension Crayon / Dimenzióceruza (könyvborító)

A Saxon-Szász János műveiben jelentkező szimmetria- és lépésváltások leírására szolgáló játékos, egyedi fogalom.

## Előzmények
A „polidimenzionális mezők” absztrakt, geometrikus és konstruktivista képzőművészeti hagyományaiból Tamkó Sirató Károly Dimenzionista manifesztuma, Péri László fa- és betonobjektjei – melyek az ún. shaped canvas előzményeinek tekinthetők -, és a MADI által meghirdetett poligonalitás (sokszögűség) emelhető ki. Matematikai előzményeiből pedig az arányrendszerek és számsorozatok (Pitagorasz-tétel, aranymetszés, Fibonacci-sorozat), a fraktálgeometria (Poincaré, Mandelbrot-halmaz) és a szimmetria-tudományok.

## A konstruktivista képtől a MADI-objektig
Saxon-Szász konstruktivista hagyományokat folytatva, de a MADI szabad és játékos szellemiségében, ugyanakkor a modern matematika eredményeit is felhasználva hozza létre műveit (festmények, objektek, szobrok).
Első „polidimenziójával” tizenöt éves gimnazistaként a Csiky Tibor és Fajó János vezette gönci nyári alkotótáborban jelentkezett (Univerzum, 1979). A gönci és encsi szabadiskolák, majd 1982-től a Pesti Műhely tagjaként konstruktivista munkái kapcsán elsősorban a léptékváltó formák érdekelték (Struktúra, 1988).
A kilencvenes évek legelején csatlakozik a Carmelo Arden Quin vezette MADI-hoz. A mozgalomban uralkodó szabadszellem és kísérletező kedv hozzásegítette, hogy elhagyja a hagyományos négyszögletes táblaformát, és megérkezzen a formázott művek („shaped canvas”) műfajához (Síkfogyatkozás, 1988-1996).

## Dimenzióceruza
Saxon-Szász az Espace de l’Art Concret-től 2000-ben meghívást kapott Franciaországba, Mouans-Sartoux-ba. A meghívás keretén belül tanított és egy könyvet írt Dimenzióceruza (Dimension Crayon) címmel. A könyvben lépésről lépésre vezeti végig az olvasót egy-egy egyszerű vonaltól vagy síktól a legbonyolultabbnak tetsző „polidimenzionális mező” megszületéséig.

## Polidimenzionális mezők
2002-ben jelent meg Perneczky Géza Saxon-Szász János polidimenzionális mezői című könyve. Az angol–magyar nyelvű könyvben a jeles kölni művészettörténész és kritikus Saxon-Szász mintegy félszáz alkotását mutatja be együtt a matematikai és művészettörténeti előzményekkel.

## Polyuniverzum
Saxon-Szász a 2000-es évek második felében folytatta kísérleteit, melyek célja az volt, hogy művészi eredményeit az oktatásban és a gyermekek vizuális nevelésében felhasználja. Polyuniverzum (angolul: Poly-Universe) nevű játékcsaládját 2010-től gyártják, ezt megelőzően a prototípust több iskolai bemutatón és művészeti fesztiválon is bemutatta. A játékcsaládon belül három játékváltozat van: háromszögekből, körökből vagy négyzetekből álló készletek. A játéknak nincsenek különösebb logikai szabályai, a gyermek a színes geometriai formákat tetszés szerint helyezheti egymás mellé egy asztalon. Mivel a lapokra további geometriai formákat festettek, ezért az egymás mellé helyezett lapok mandala-szerű absztrakt, geometrikus képet adnak ki. A játék közben szimmetrikus alkotások is létrejöhetnek. A lehetséges variációk száma nagy, ennek matematikájával Kiss Gábor fizikus foglalkozott.

## Értékelések
„A végtelenül kicsi és a végtelenül nagy birodalmában felfedezhetik a nagy, a kicsi és a még kisebb közötti hasonlóságokat és különbözőségeket, és azt is, hogy világunk és benne mi magunk, hol is helyezkedünk el valójában. Ez a kaland, ha úgy kívánjuk, soha nem ér véget, és mindig új távlatokat nyit. Ez az, amit Saxon-Szász János adni akar a gyermekeknek és a felnőtteknek egyaránt – itt és most megköszönjük határtalan nagylelkűségét.” (Odile Biec Morello művészettörténész, az Espace de l’Art Concret igazgatónője, Dimenzióceruza, Előszó).
„Amit Saxon-Szász János polidimenzionalitás alatt ért, az körülbelül megfelel annak az interdiszciplináris fogalomkörnek, amit a matematikai arányokkal és azok vizuális megjelenítésével foglalkozó tudományok fraktálgeometria néven vezettek be a szakmai köztudatba. …Saxon-Szász János figyelemreméltó módon nem használja a munkáját leíró szövegekben a fraktálgeometria terminológiáját, és ez azzal az egyszerű és (legalábbis számomra) imponáló ténnyel magyarázható, hogy nem a káoszelmélet és fraktálok divatbajöttének az uszályába kapaszkodva kezdett foglalkozni a léptékváltással szemben invariáns formákkal, hanem teljesen önállóan, a konstruktivista képzőművészet eddigi eredményeire támaszkodva jutott el ezeknek a forma-kompozícióknak a felfedezéséhez. Ez már önmagában véve is nemzetközi érdeklődésre számot tartó szenzáció lehetne. Saxon-Szász János azonban kitűnő képzőművész is, aki képes volt arra, hogy nagyon egyszerű formákból kiindulva és nagyon meggyőző vizuális nyelvet kialakítva építse fel a maga (ahogy ő nevezi:) polidimenzionális művészetét.” (Perneczky Géza, Dimenzióceruza, Utószó)

## Külső hivatkozások
- Saxon-Szász János honlapja
- Perneczky Géza honlapja
- A Nemzetközi Mobil MADI Múzeum honlapja
- Kis Gábor: A játékcsalád felépítése és kombinációs lehetőségei[halott link]